# Långsjön (Rogsta socken, Hälsingland, 685662-158411)
Långsjön är en sjö i Hudiksvalls kommun i Hälsingland och ingår i Harmångersån-Delångersåns kustområde.